# سابليه
سابليه وصفة من المطبخ الفرنسي، اشتهرت في معظم أنحاء العالم. وهي عبارة عن قطع صغيرة من البسكويت. تحضّر السابليه من الطحين، السكر، الزبدة، البيض، الفانيليا، قشر حامض مبشور، بايكنغ باودر.عادةً تحشى السابليه بمربى المشمش أو مربى الفريز ويرش فوقها سكر ناعم للتزيين. 
تحتوي كل قطعة من السابليه بالمربى (50غ تقريباً) على 163 وحدة حرارية لذلك من الأفضل تناولها باعتدال خاصة أنها تحتوي على 5 غ من الدهون المشبعة.